# Susana Higuchi
Susana Shizuko Higuchi Miyagawa (Lima, 26 de abril de 1950 – Lima, 8 de dezembro de 2021) foi uma engenheira e política peruana, filha de pais japoneses. Ela foi a primeira-dama do Peru de 1990 a 1994, durante a presidência de seu então marido Alberto Fujimori, e deputada federal por Lima entre 2000 e 2006. Com sua eleição para o parlamento em 2000, Higuchi se tornou a primeira ex-primeira-dama peruana a ocupar uma posição eleita pelo povo.

## Biografia
Susana Higuchi nasceu em 26 de abril de 1950 em Lima. É a caçula de quatro filhos da família Higuchi Miyagawa. Aos 15 anos, concluiu os estudos na escola estadual Señora de la Asunción, depois estudou engenharia civil na Universidade Nacional de Engenharia. Em 1974, casou-se com o engenheiro agrônomo Alberto Fujimori com quem teve 4 filhos: Keiko Fujimori, Hiro Fujimori, Sachi Fujimori e Kenji Fujimori.

## Vida política

### Primeira-dama do Peru
Depois que seu ex-marido Alberto Fujimori venceu as eleições gerais do Peru em 1990, Higuchi se tornou a primeira-dama do Peru.
Em 1992, ela reportou jornalisticamente aos parentes de seu marido que venderam roupas doadas pelo Japão e para as quais ela não teve o apoio de seu marido. Em 1994, ele se divorciou de Fujimori ao acusá-lo de tortura, o que havia causado danos à sua saúde mental.
Ao se tornar oposição ao governo de seu ex-marido, Higuchi tentou concorrer ao Congresso nas eleições gerais de 1995 no Peru com seu grupo "Armonía Frempol", mas o poder eleitoral peruano submetido a Fujimori invalidou seu registro. Finalmente, a Comissão Interamericana de Direitos Humanos concluiu que seus direitos foram violados ao impedi-lo de participar desta eleição.

### Deputada (2000-2001)
Nas eleições gerais do Peru em 2000, concorreu ao Congresso pela Frente Moralizante Independente e foi eleita para o período 2000-2005.
Em 14 de setembro de 2000, sua bancada deu entrevista coletiva e Higuchi compareceu com Fernando Olivera e Luis Ibérico no Hotel Bolívar para transmitir os "Vladivideos", vídeos em que o ex-assessor presidencial Vladimiro Montesinos é visto subornando líderes políticos e importantes empresas privadas , comunicação e governos locais para se colocarem à disposição do governo, isso levou à queda do governo de Fujimori.
Após a queda do governo de Alberto Fujimori, sua posição parlamentar foi reduzida até 2001.

### Deputada (2001-2006)
Nas eleições gerais do Peru em 2001, ela foi reeleita pela Frente Moralizante Independente para o período 2001-2006, embora tenha renunciado posteriormente a esse grupo após desentendimentos com seus colegas.

## Morte
Higuchi morreu em 8 de dezembro de 2021, aos 71 anos de idade.